# Metro w Lozannie

Plan z trzema liniami kolei miejsko-aglomeracyjnej (zielona, różowa, różowa) i trasą kolei regionalno-dalekobieżnej (czarna) w Lozannie

Metro w Lozannie – system transportu kolejowego w aglomeracji Lozanny w Szwajcarii.
Sieć składa się z dwóch linii o łącznej długości 13,8 kilometrów. W sumie istnieje 28 stacji. To dotychczas jedyna sieć metra w Szwajcarii.

## Linia M1 / Metro Ouest / TSOL
Została oddana do użytku w 1991 roku. Pierwotnie nosiła nazwę „lozańskiego tramwaju południowo-zachodniego” (Tramway du Sud-Ouest lausannois – TSOL). Ma charakter szybkiego tramwaju / premetra.
- Długość /stacje
  - Długość całkowita: 8 km
  - Całkowita liczba stacji: 15
  - 12 stacji naziemnych
  - 3 stacje podziemne

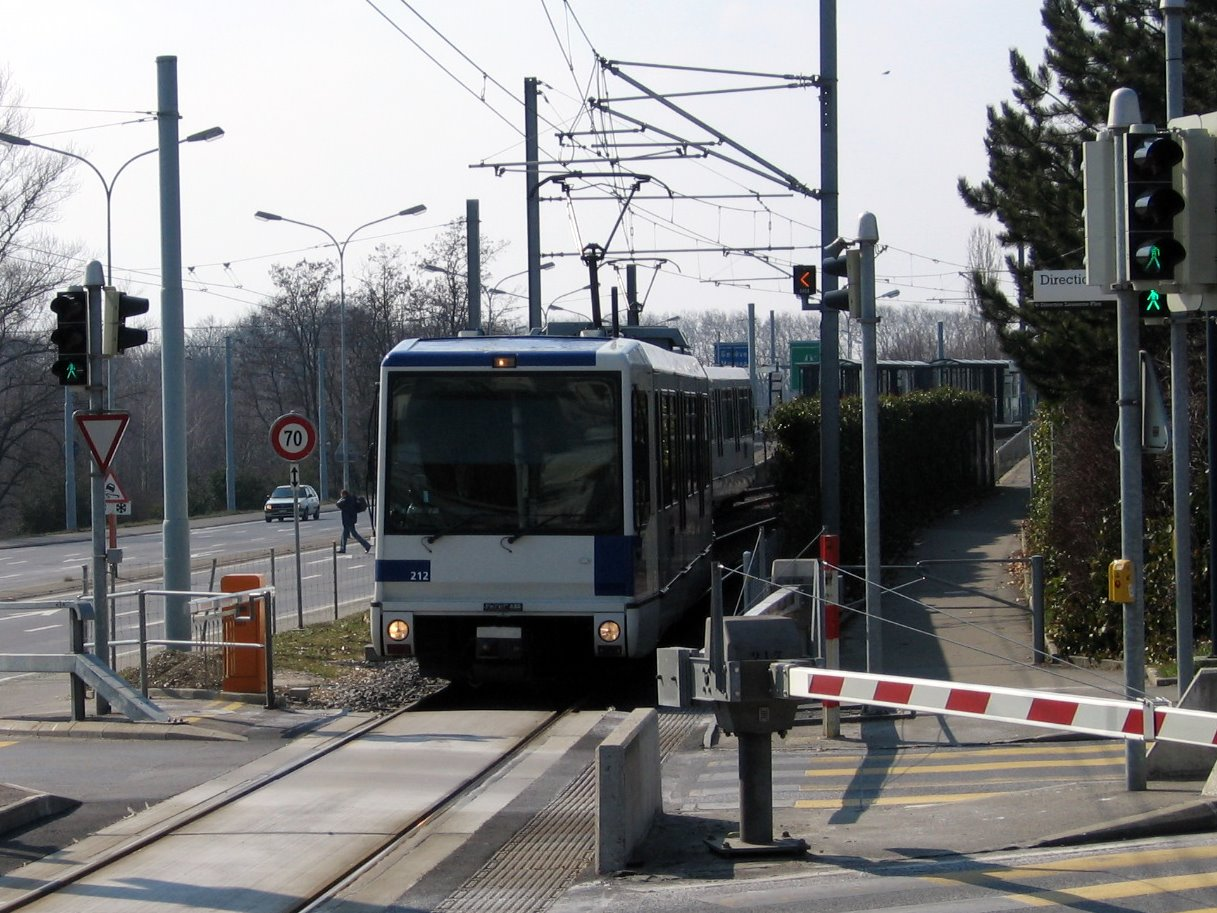
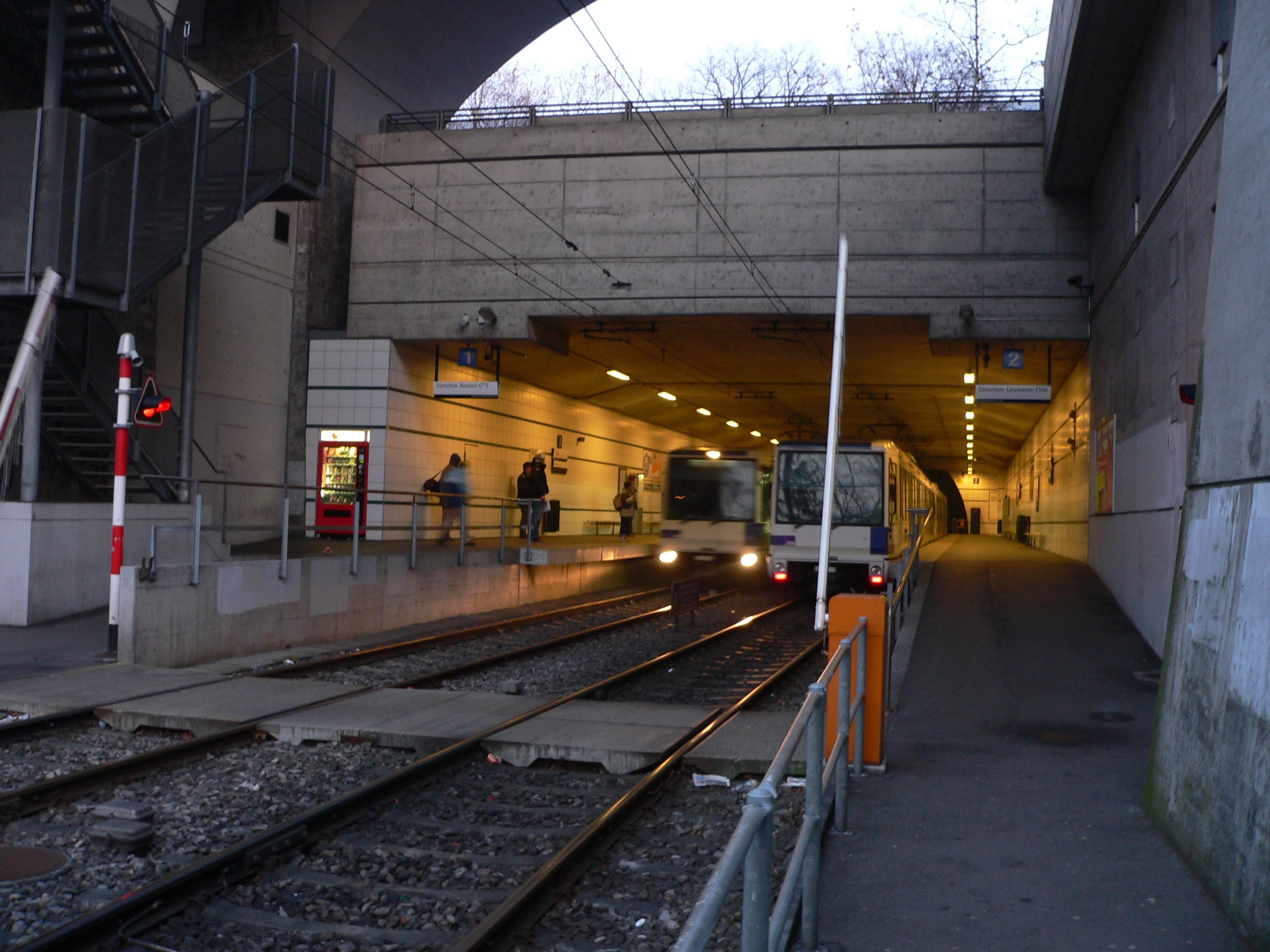

- Mapa linii m1 na portalu Carto.Metro.Free →[1]

## Linia M2
Najnowsza linia w Lozannie, oddana do użytku w 2008 roku. Ma charakter metra.
- Długość / stacje
  - Długość całkowita: 6 km
  - Całkowita liczba stacji: 14
  - 13 stacji podziemnych
  - 1 stacja naziemna

- Mapy linii m2:
  - portal TL / wersia 1 →[2]

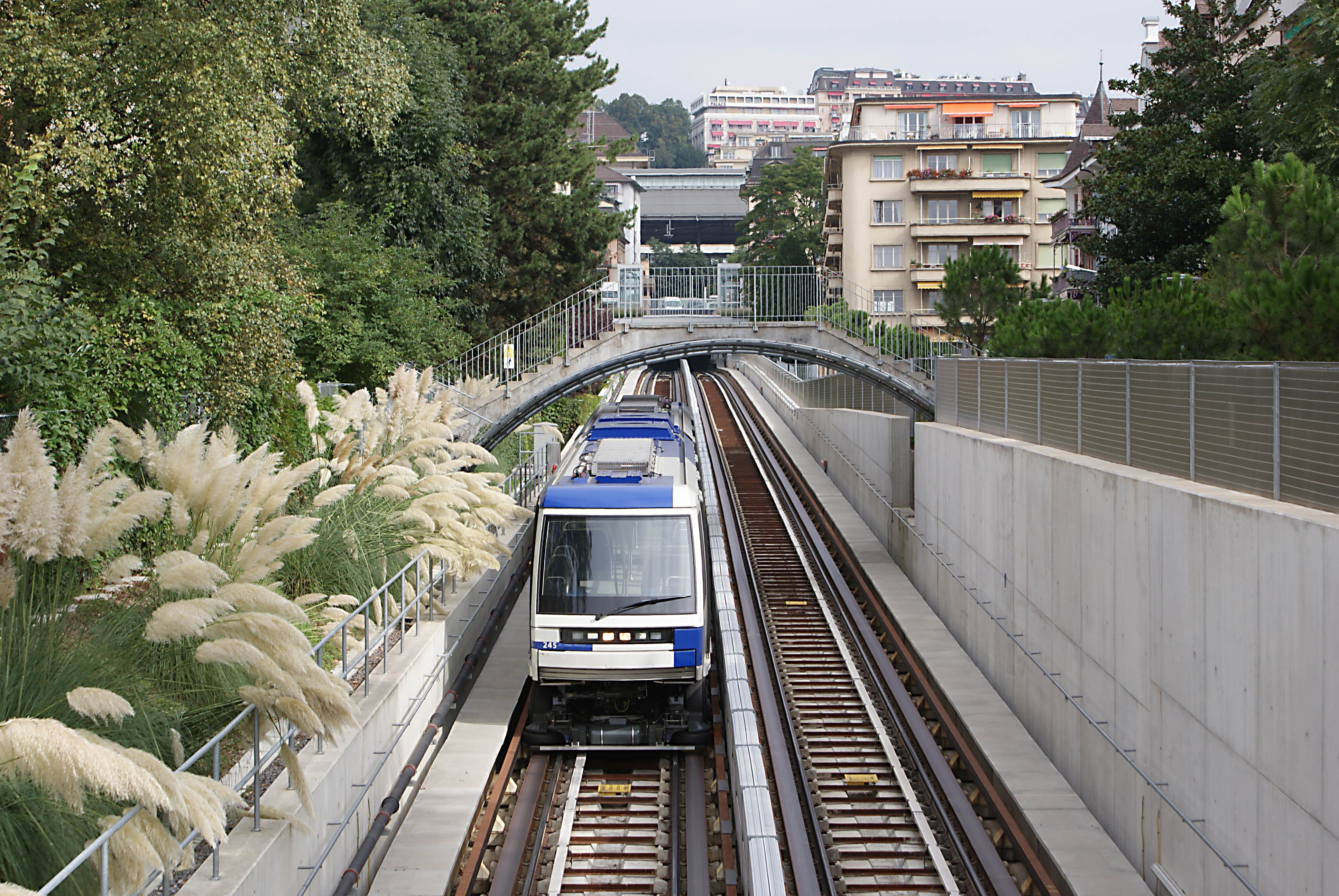
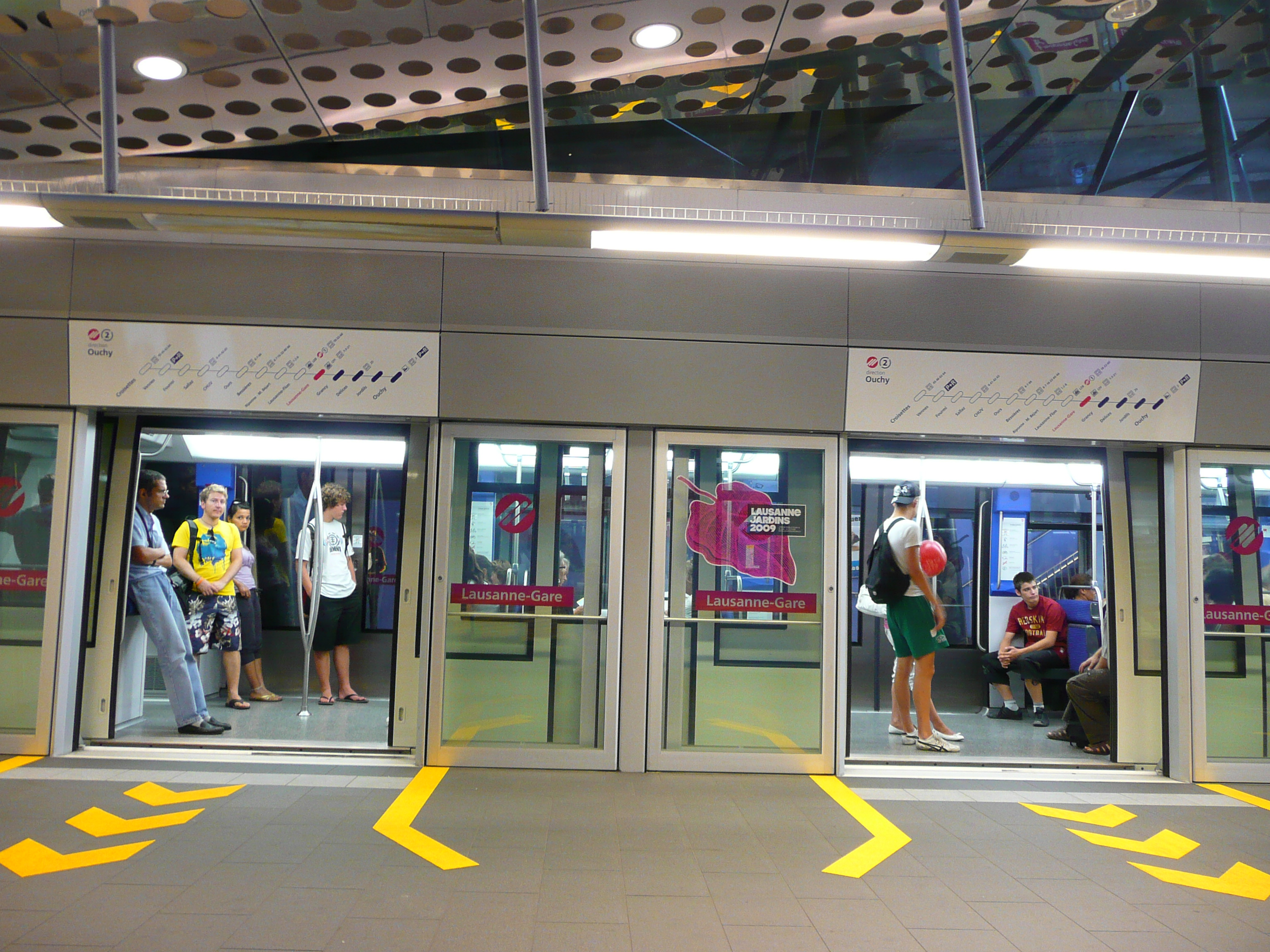
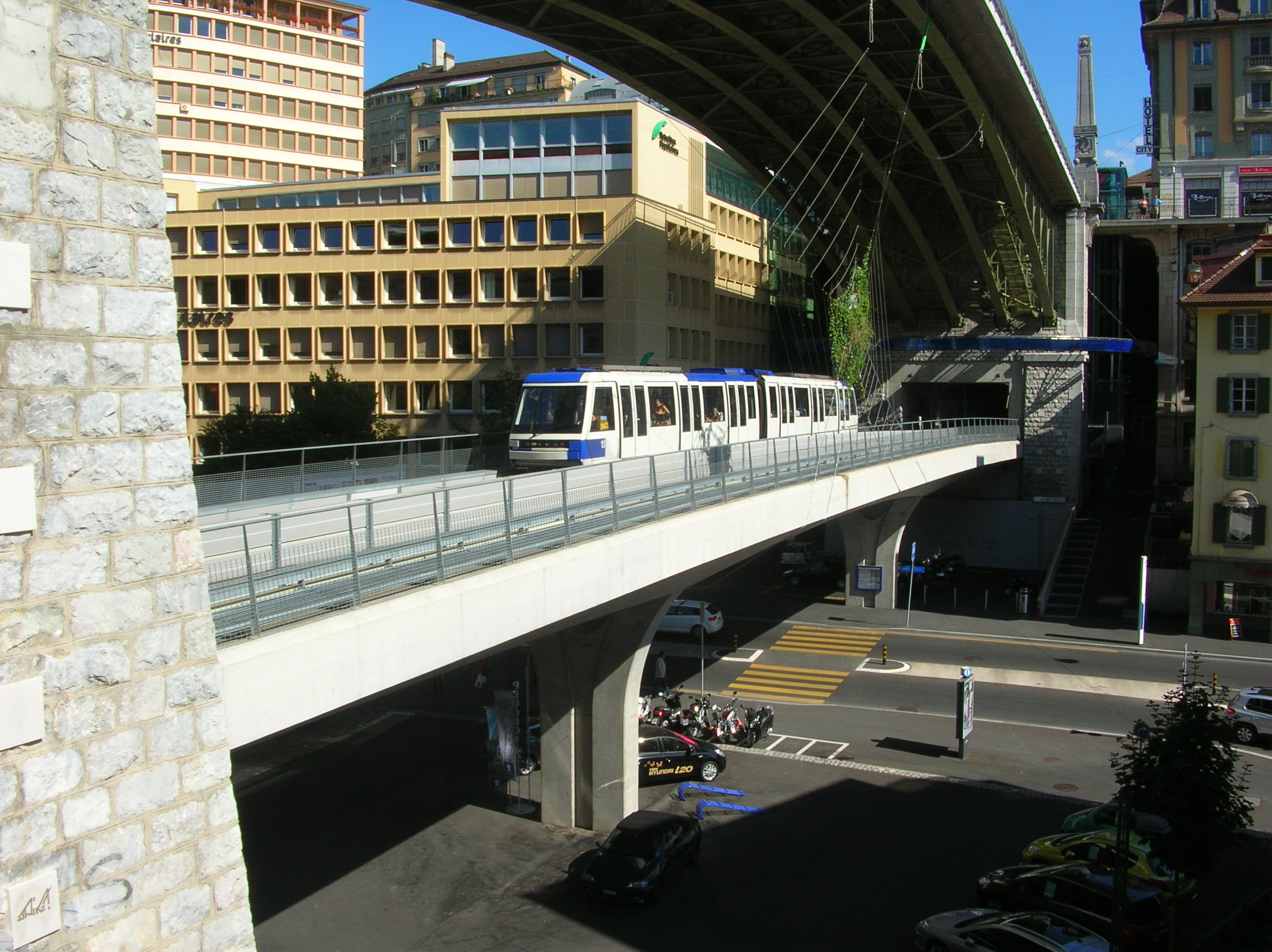

  - portal TL / wersia 2 (strona nr 6) →[3]
  - portal Carto.Metro.Free →[4]